# Lecrín
Lecrín és un municipi de la província de Granada, amb una superfície de 40,50 km², una població de 2.269 habitants (2004) i una densitat de població de 56,02 hab/km². És un municipi format pels antics municipis d'Acequias, Béznar, Chite, Mondujar, Múrchas i Talará. Es constituí a Granada entre 1967 i 1973 per la unió d'alguns petits ajuntaments, i Béznarfou l'últim en incorporar-se.